# Danilo Toninelli

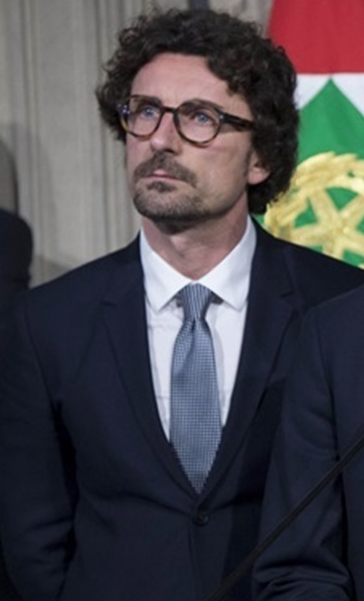
Danilo Toninelli (2018)

Danilo Toninelli (geboren 2. August 1974 in Soresina, Provinz Cremona) ist ein italienischer Politiker des M5S.
Er war von Juni 2018 bis September 2019 Minister für Infrastruktur und Verkehr im Kabinett Conte I.

## Leben
Danilo Toninelli studierte Jura an der Universität Brescia und erhielt 1999 die Laurea, im Anschluss diente er bis 2001 als Offizier auf Zeit bei den Carabinieri. Danach arbeitete er bei einer Versicherungsgesellschaft.
Im Jahr 2010 kandidierte er erfolglos auf der Liste des M5S bei den Regionalwahlen in der Lombardei. Bei den Parlamentswahlen 2013 wurde er für das M5S in die Abgeordnetenkammer gewählt. Bei den Parlamentswahlen am 4. März 2018 wurde er in den Senat gewählt und von der Fraktion zum M5S-Fraktionsvorsitzenden gewählt.
Als politisches Schwergewicht seiner Partei war er bei den Koalitionsverhandlungen mit der Lega unter Matteo Salvini für ein Schlüsselressort im Kabinett gesetzt.
Am 1. Juni 2018 wurde Toninelli als Minister für Infrastruktur und Verkehr im Kabinett Conte I vereidigt.